# Snaphaan (wapen)
Een snaphaan, vuursteengeweer of vuursteenmusket is een gladloops voorlaad-geweer dat in de tweede helft van de zeventiende eeuw, de gehele achttiende eeuw en de eerste helft van de negentiende eeuw het standaardwapen van de infanterist was. Daarna werd het in de meeste landen vervangen door het percussiegeweer.
Het wapen was de opvolger, en doorontwikkeling, van het musket. Het grootste verschil was het ontstekingsmechanisme: het musket had een lontslot (of bij uitzondering een radslot); de snaphaan had een snaphaanslot (waaraan het wapen zijn naam ontleende) en later een vuursteenslot. Dit afvuurmechanisme maakte het mogelijk om het wapen veel sneller te laden. Een geoefend musketier kon één à twee schoten per minuut lossen met een lontslotmusket; een geoefend soldaat met een snaphaan kon er drie à vier lossen. Ook was het wapen over het algemeen lichter en slanker dan het musket. Het kaliber was grotendeels hetzelfde en varieerde van 17 millimeter tot 21 millimeter. Het effectieve bereik was, net als het musket, zo'n 60 meter.

## Etymologie
Het leger van de Republiek der Nederlanden introduceerde de term snaphaan om het te onderscheiden van het toen nog eveneens in gebruik zijnde musket. In Frankrijk gebeurde iets soortgelijks: daar werd het wapen met fusil aangeduid en snaphaanschutters met fusiliers. Deze term werd ook in Nederland, in de vorm fuselier, toegepast. In Duitsland werd het wapen Flinte genoemd, maar Engelstalige landen bleven de term musket gebruiken.
De benaming kan verwijzen naar de haan; deze maakt tijdens het vuren een slaande beweging naar voren, snappen, wat mede door de gebogen vorm van de haan, gelijkenissen kan vertonen met het pikken van een snavel.
De term snaphaan werd in Nederland uiteindelijk vervangen door de term geweer. Het woord schietgeweer (ter onderscheid van het zijgeweer, oftewel de sabel, degen of ander blank wapen) was al een algemene term voor militaire vuurwapens (inclusief pistolen) maar werd uiteindelijk synoniem voor het lange schoudervuurwapen van de infanterist. De term geweer zou uiteindelijk alle schoudervuurwapens (op de karabijn na) gaan omvatten.

## Werking

Werking van het vuursteenslot

Een vuursteenslot in ruststand heeft een ontspannen haan en een openstaande kruitpan. Het kruitdeksel, met het rechtopstaande staal daaraan verbonden, is naar voren geklapt. Dit is ook de stand van het vuursteenslot direct na het vuren.
De eerste handeling is het naar achteren bewegen van de haan, totdat deze in de zogenaamde ruststand vastklikt. Dit is een veiligheidsstand; de haan kan dan niet met de trekker worden ontspannen. Hierna laadt de schutter de kruitpan met hetzij pankruit uit een kruithoorn, hetzij een weinig kruit uit een patroon; een papieren zak met daarin het kruit en de kogel. De kruitpan wordt daarna gesloten door het deksel naar beneden te klappen. Vervolgens wordt de rest van het kruit in de loop gegoten, gevolgd door de papieren patroon (met daarin de kogel). De lading wordt daarna met de laadstok naar beneden gestampt tot deze geheel achter in de loop zit. De laadstok wordt daarna weer onder de hengsels van de loop opgeborgen. De haan wordt vervolgens door de schutter geheel naar achteren getrokken tot deze in de vuurstand vastklikt. De snaphaan is nu vuurgereed en kan door de trekker over te halen, worden afgeschoten.